# Bodenski

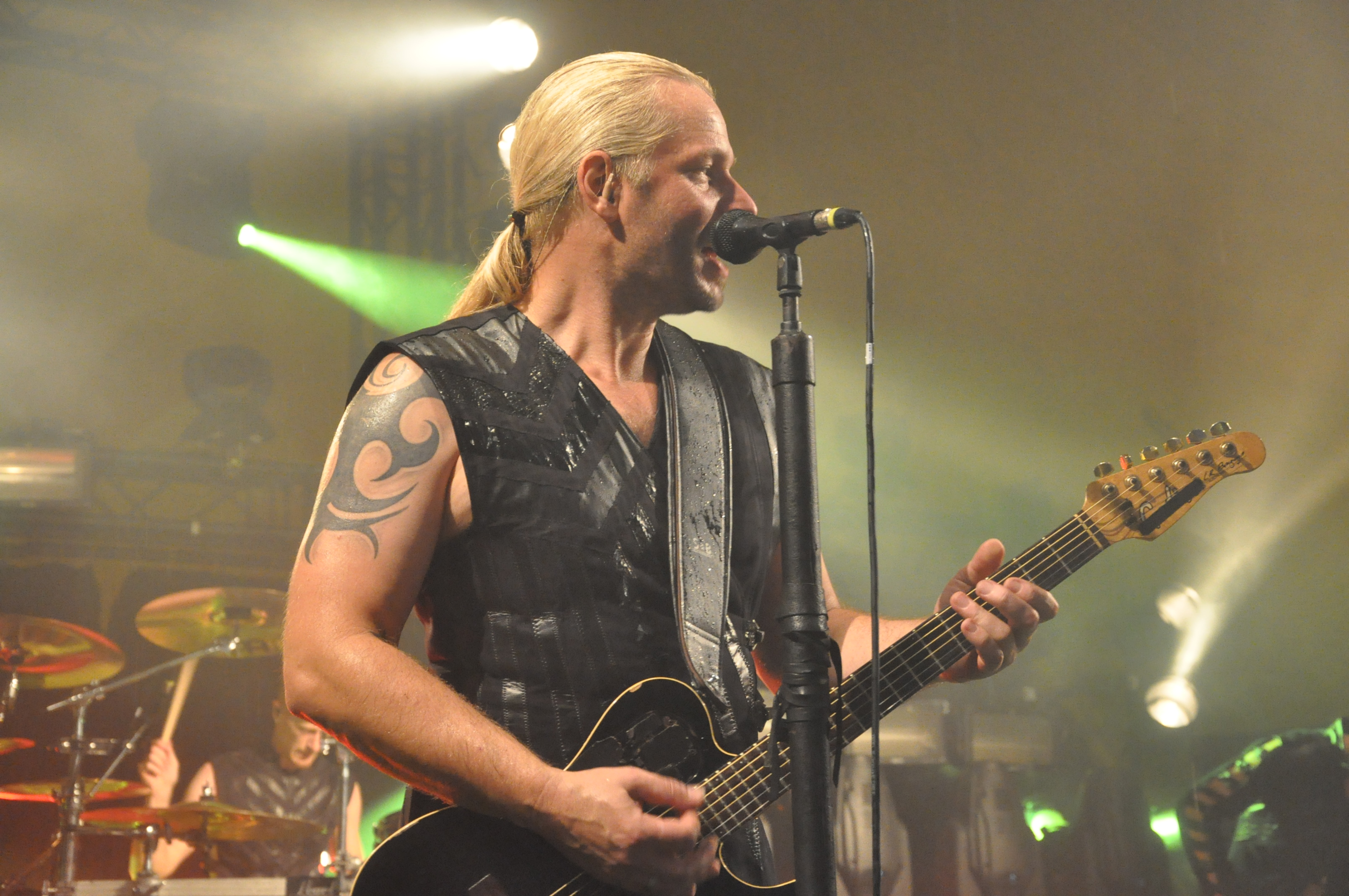
Bodenski als Teil der Gruppe Subway to Sally auf dem Feuertal-Festival 2013 in Wuppertal

Bodenski (* 6. November 1965 in Potsdam; bürgerlich Michael Boden) ist ein deutscher Musiker, Komponist und Dichter. Er ist Gitarrist, Textschreiber und Gründungsmitglied der Potsdamer Band Subway to Sally.

## Leben
Nach der Scheidung seiner Eltern zog Michael Boden mit fünf Jahren nach Bornstedt, einen eher ländlich geprägten Teil Potsdams. Er besuchte dort acht Jahre lang eine Volksschule, in der seine Mutter Lehrerin war und eine Dienstwohnung bewohnte. Im Alter von 13 Jahren wechselte er die Schule. Etwa zu dieser Zeit begann er mit dem Gitarrenspiel, nachdem er von seinem Vater, der selbst Schlagzeuger in einer Amateurband war, eine Gitarre geschenkt bekam. Er spielte in der Folgezeit in diversen Schülerbands, bevor er mit einem Schulfreund, Simon Levko, die Band Bodenski Beat gründete. Nach der unausweichlichen Zeit bei der Nationalen Volksarmee (NVA) gründete er dann unter anderem gemeinsam mit Simon, Silvio Runge und Ingo Hampf die Band Subway to Sally.
Von Herbst 1991 bis 1996 studierte er an der neu gegründeten Universität Potsdam Germanistik und Soziologie. 2004 nahm er an der Celler Schule teil.
2005 gründete er den Michael Boden Verlag und veröffentlichte hierüber seinen ersten Gedichtband Inniglich. In diesem sind sowohl Songtexte für Subway to Sally (auch solche, die ursprünglich länger geplant waren, aber zu Zwecken der Liedertauglichkeit gekürzt wurden) als auch Gedichte, die nie für die musikalische Umsetzung geplant waren, enthalten.

## Schaffen

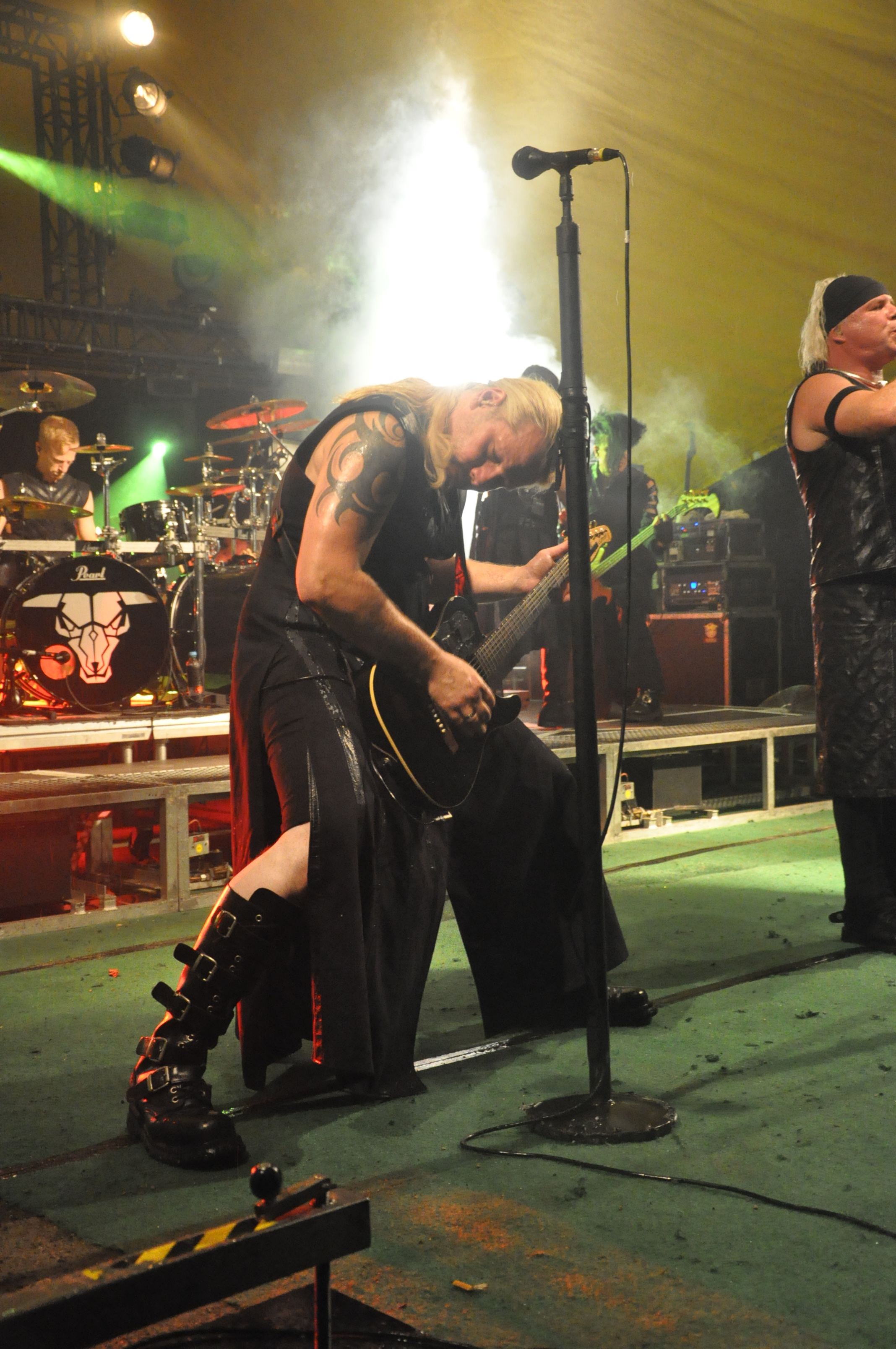
Bodenski als Teil der Gruppe Subway to Sally auf dem Feuertal-Festival 2013 in Wuppertal

Seit 1995 schreibt Bodenski, wie er sich als Musiker seit Schulzeiten nennt, deutsche Texte für Subway to Sally, nachdem er sich vorher auf das Englische konzentriert hatte. In den „frühen“ Jahren der Band hatten die Themen oft einen starken Bezug zum Mittelalter und dessen Sitten und Gebräuchen, wie Henkersbraut, Unterm Galgen und Die Hexe. Andere bezogen sich oft sehr auf Kirche und Religion und stellten deren Methoden in Frage. Zu nennen wären hier Grabrede, Kruzifix, Böses Erwachen oder Drei Engel. Literarische Bezüge weist u. a. Mephisto auf. Themen wie Liebe und Leidenschaft werden unter anderem in Ohne Liebe, Das Messer oder  in Schneekönigin angesprochen. Seit der Arbeit am Engelskrieger-Album (2002, erschienen 2003) sind sehr persönliche Themen wie Selbstverletzendes Verhalten (Narben), Kindesmissbrauch (Abendlied), Körperkult (Knochenschiff) oder Sterbehilfe (2000 Meilen unterm Meer) Aspekte seines Schaffens. Einen Engelskrieger bezeichnete er als „den Teil deiner Seele, der dich auf hohe Berge klettern lässt.“
Am 16. März 2012 veröffentlichte Bodenski sein erstes Soloalbum Auto!. Danach ging er gemeinsam mit Eric Fish auf Tour. Zu den Musikern, die ihn auf dem Album begleiteten gehörte mit Schlagzeuger Simon Michael Schmitt ein weiteres Mitglied von Subway to Sally. Bodenskis Frau Jeano wirkte als Background-Sängerin mit und übernahm bei dem Duett Wo wilde Rosen blühen den weiblichen Gesangspart. Das Stück ist eine Coverversion von Where the Wild Roses Grow, welches im Original von Nick Cave und Kylie Minogue gesungen wurde. Die Zeitschrift Orkus kürte Bodenski zum Newcomer des Monats im April 2012.
Bodenski ist außerdem Laiendarsteller in Theaterstücken. So trat er schon in Alexander-Hawemann-Adaptionen von Clockwork Orange und Disco Pigs auf.

## Bibliografie
- 2005: Inniglich (Michael Boden Verlag)

## Diskografie
- 2012: Auto! (StS Entertainment)